# Saliceae
Saliceae — триба родини вербових (Salicaceae). Триба містить 2 роди:
- тополя (Populus) — 60 видів — Північна Америка, Євразія, Африка[2];
- верба (Salix) — 470 видів — Північна Америка, Південна Америка, Євразія, Африка[3].